# Марія Алехандра Муньйос
Марі́я Алеха́ндра Му́ньйос (ісп. María Alejandra Muñoz; нар. 18 грудня 1978, Гуаякіль) — еквадорський державний і політичний діяч, віце-президент Еквадору (2020—2021).

## Біографія
Народилася в сім'ї середнього класу в місті Гуаякіль у родині лікаря та домогосподарки. Навчалася за стипендією в Університеті спеціальностей Еспіріту-Санто (UESS). Має ступінь бакалавра політичних та соціальних наук, а також працювала адвокатом. Потім здобула ступінь магістра в галузі запобігання насильству щодо жінок та політики соціальної інтеграції в Саламанському університеті.
Почала кар'єру на державній службі на посаді юрисконсульта за Густаво Нобоа, а потім заступником секретаря в урядовому міністерстві за Альфредо Паласіо Гонсалеса. У приватній корпорації «El Rosado» обіймала посаду менеджера стратегічних проєктів, а потім у «Cervecería Nacional» увійшла до складу юридичного відділу, і на цій посаді залишалася до середини 2017 року. У період з 2007 по 2009 рік викладала в UESS на кафедрі адміністративного права.
З квітня по вересень 2018 року почала працювати в уряді Леніна Морено на посаді заступника секретаря з президентського порядку денного, після чого стала директором Митної служби. Після закінчення перебування у Митній службі розгорівся скандал, пов'язаний з видачею карток інвалідності, через що її викликали до Національної асамблеї Еквадору.
Після відставки Отто Зонненхольцнер з посади віце-президента Ленін Морено помістив її на третє місце у списку, складеному з представників руху «Construye Ecuador» («Ruptura 25»). 17 липня 2020 року Соціал-християнська партія, Сила соціальної відповідальності, рух «SUMA» та частина Альянсу ПАІС голосували за кандидатури на посаду віце-президента. Марія Алехандра Муньос вступила на посаду 22 липня 2020 року, ставши третьою жінкою в історії Еквадору, яка обійняла цю посаду. Вона залишалася на посаді до початку роботи виконавчої влади 24 травня 2021 року.